# Mario Lolini

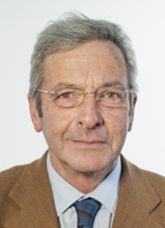
Mario lolini

Mario Lolini (nascido em 27 de janeiro de 1958) é um político italiano que actua como deputado desde 23 de março de 2018. Em 24 de dezembro de 2020, foi nomeado Comissário Federal da Lega Nord Toscana por Matteo Salvini.